# Глізе 12
Глізе 12(GJ 12) — червоний карлик у сузір'ї Риб. Лежить на відстані ~40 світлових років від Сонця. Має масу 0,24 M☉, радіус 0,26 R☉ та температуру 3,296K (3,023 °C). Глізе 12, як для червоного карлика, неактивна зірка. Також вона має екзопланету.

## Планетарна система
Глізе 12 має одну знайдену екзопланету (станом на червень 2024 року). Глізе 12b — транзитна екзопланета, відкрита космічним телескопом TESS. Планета робить один оберт навколо зорі за 12,8 доби, відстань до материнської зорі становить 7 % відстані між Землею та Сонцем. Розмір планети приблизно дорівнює розміру Землі, точна маса невідома, але вона має бути менш як 4M🜨. Розрахована температура поверхні, припускаючи відсутність атмосфери і нульове альбедо, становить 42 °C. Через схожість деяких її параметрів із Землею та відносну близькість до Сонця, Глізе 12b — добрий кандидат для подальшого спостереження телескопом ім. Джеймса Вебба.